# Немачки ловачки теријер
Немачки ловачки теријер врста је ловачког пса, пореклом из Немачке, који се користи у лову изнад и испод земље, као и за гоњење ситне и крупне дивљачи.

## Опис

### Изглед
Немачки ловачки теријер је црне боје са риђим палежом на њушци, грудима и слабинама. Палеж може бити чоколадне или јетрене боје са белим шарама. Приликом узгоја би требало избегавати овакав палеж заједно са носом браон боје. Пожељна висина и за мужјаке и за женке је од 33 до 40 центиметара, док је пожељна тежина за мужјаке од 9 до 10 килограма, а за женке од 7,5 до 8,5 килограма. Крзно немачког ловачки теријера може бити глатко, оштро или чупаво. Сви типови се лињају. Реп се обично, али не и увек крати на две трећине од природне дужине.

### Темперамент
Немачки ловачки теријери су узгајани да буду свестрани ловачки пси. Иако се углавном користе за лов на подземне животиње попут јазаваца и лисица у јамама, могу се користити и за лов на дивље свиње и зечева, као и за трагање за рањеном дивљачи праћењем крви. Због њихове интелигенције и прилагодљивости, немачки ловачки теријери могу бити добри кућни љубимци, али треба имати на уму да су они ипак ловачки пси са снажним нагоном за лов.

## Историја
Између два светска рата, узгајивачи у Немачкој су били усредсређени на то да се ослободе страних или унесених врста и врате тада већ изумрле врсте које су биле популарне у националној митологији. Један од пионира на овом необичном задатку је био Луц Хек, кустос берлинског зоолошког врта, који је узгајао примитивну стоку и коње како би „поново узгојио “ изумрле аурохе (врста дивљег говеда која се види на пећинским сликама у пећини Ласко у Француској) и тарпане (врста примитивног шумског коња). Хеково интересовање за псе делом је покренуто његовом страшћу према лову, а делом и национализмом, који је помешан са жељом да се види шта се може урадити селективним узгојем.
Како су национализам и интересовање за генетички инжењеринг расли у Немачкој, тако је расла и популарност теријера у већем делу Европе и Сједињених Америчких Држава. Савезничку изложбу теријера (енгл. The Allied Terrier Show) је 1886. преузео Чарлс Крафтс и то је била највећа изложба паса пре Првог светског рата. Тада је такође објављен први магазин посвећен једној раси паса и то фокс теријеру. Вестминстерска изложба паса је почела да се одржава 1907. године и први победник је био фокс теријер. На истом такмичењу су фокс теријери победили и 1908, 1909, 1910, 1911, 1915, 1916, и 1917. године. 
Фасцинација теријерима, горући национализам и склоност генетском инжењерингу спојени су заједно када је Луц Хек представио четири фел теријера црнe боје са риђим палежом (слична раси петердејлски теријер) Ерику Гринвалду и Валтеру Зангенберту. Гринвалд је био „кинолог” (самозвани љубитељ паса са интересовањима за генетику), а Зангенберт је био страствени ловац кога су занимали фокс теријери. Гринвалд и Зангенберт су у тим додали и Форестера Фиса и др. Херберта Лакнера, који су имали посед за одгајивачницу и финансијска средства да подрже овај вишегодишњи подухват. 
Рани проблем са црним теријерима са палежом је био што су за даљи узгој били одабирани само према боји, а заправо нису били тако добри ловци. Гринвалд је касније записао:

„Било нам је драго да поседујемо фокс теријере са ловачком бојом, и надали смо се да ћемо успешно користити ова четири штенета у узгоју како би се успоставила ловачка раса фокс теријера (ловачки фокс теријери). Са становишта лова ова четири пса нису била лоша, мада смо желели много више. Прво смо пробали инбридинг, упаривање браће са сестрама. Али резултати нису били добри. Није ни чудо - на крају крајева, родитељи нису били прави ловачки пси. Слика се, међутим, променила када смо упарили наша „првобитна“ четири са нашим добро обученим старим фокс теријерима. Лепа тамна боја је и даље преовлађивала. Пегави и пси са пуно беле боје су били одабирани и елиминисани из даљег узгоја.”

Програм узгајања немачких ловачки теријера је био огроман и непоколебљив у својим селекционим критеријумима. У једном тренутку, узгајивачи су имали преко 700 паса у својој одгајивачници и ни један пас није смео да буде ван ње. Пси који нису имали пожељан изглед су били успављивани (уобичајена пракса у свету до шездесетих година двадесетог века). Рани пси су имали и глатко и оштро крзно, али је програм узгајања настојао да елиминише глатко крзно. За коначну верзију је циљано да има таласасто, кратко, чврсто и клизаво крзно за које неће пријањати вода и блато и које ће пружати топлоту током зиме. После само десетак година, преношење карактеристика расе на потомке је постало константно тако да су пси личили на петердејл теријере са риђим палежом.
Клуб Немачких ловачких теријера је основан 1926. године, а пси су били одлично прихваћени у немачкој јавности делом због растућег немачког национализма у то време.
1938. године, Немац по имену Макс Тиел, купио је свог првог Немачког ловног теријера. Тиел је ловио са овим псом само неколико година пре почетка Другог светског рата. Током рата Тиел је изгубио псе, али се након рата настанио у Баварској где је купио две женке пса, Асту и Нају.
Тиел се 1951. године преселио у САД, повевши са собом Нају. Убрзо је довео и Асту, која се парила и била је послата трудна. У марту 1956. године, девет власника Немачких ловачких теријера се састало у Сент Луису у Мисурију и основало Амерички клуб Немачких ловачких теријера, са израженим циљем да пса призна Амерички кинолошки савез. Међутим, клуб није напредовао и на крају је пропао.
Немачки ловачки теријери нису постали популарни у Сједињеним Америчким Државама из више разлога, од којих је један то што у САД мало људи лови по јамама. Последњих година, због повећаног интересовања за теријере у САД, увезене су нове линије Немачких ловачких теријера које се користе углавном за лов изнад земље. За успешан лов испод земље у САД, Немачки ловачки теријери би морали да буду што мањи, чак и мањи од стандарда расе.
Многи однедавно увезених теријера у САД су у стандарду расе и успешно се користе за лов и изнад и испод земље. Данас се све више ловаца широм Сједињених Америчких Држава одлучује за ову храбру и интелигентну расу пса због своје свестраности у разним ловачким дисциплинама и послушне нарави.